# Ašihara kaikan
Ašihara kaikan (енгл. Ashihara kaikan) je full contact japanska borilačka veština. Nju je osnovao Hideyuki Ashihara. Zvanično ime organizacije koja okuplja predstavnike ove veštine je „Nova međunarodna karate organizacija (NIKO) – Ashihara Kaikan”. Suština ove borilačke veštine je poznat kao Sabaki Metod, koji podrazumeva postavljanje borca sa strane ili iza protivnika , čime se obezbeđuje najpovoljnije mesto za manipulisanje protivnikovom ravnotežom i protiv-napadom. 
Međunarodno takmičenje u sportu je "Ashihara kaikan world championship" koji se održava na svake 2 godine. Godine 2012. Srbija je bila domaćin svetskog prvenstva. Osoba koja je zaslužna za razvoj i začinjenje ovog sporta u Srbiji je Svetlan Skenderovski.
Kimono je bele boje. Sastoji se od kimona (gornji i donji deo) i pojasa. Zakopčava se leva preko desne, i na levoj strani u blizinu srca se nalazi natpis Ashihara karate-a na japanskom jeziku. Na levoj ruci, na bicepsu, nalazi se Ashihara logo.